# BMW R 1100 RS
BMW R 1100 RS je motocykl kategorie sportovně cestovní motocykl, vyvinutý firmou BMW, vyráběný v letech 1993–2001. Jeho předchůdcem byl model BMW R 100 RS, nástupcem se stal model BMW R 1150 RS. Sesterské modely jsou naked bike BMW R 1100 R a cestovní BMW R 1100 RT.

## Technické parametry
- Rám:
- Suchá hmotnost: 239 kg
- Pohotovostní hmotnost: 256 kg
- Maximální rychlost: 215 km/h
- Spotřeba paliva: 4,3 l/100 km